# 小牧律子
小牧 律子（こまき りつこ、1943年9月24日 - ）は、放射線腫瘍学を専門とする日本系アメリカ人の医師（MD, FACR, FASTRO）である。現在はアメリカ合衆国テキサス州ヒューストンのテキサス大学MDアンダーソンがんセンター放射線腫瘍学科の終身教授および肺がん研究のGloria Lupton Tennison Distinguished Professorを務める。特に陽子線治療の導入と普及に大きな貢献を果たしたことで知られ、放射線治療の国際的発展に重要な役割を果たしている。
2001年には米国女性放射線学会（AAWR）の会長を務め、国際的な女性医師の地位向上に貢献した。また、日本女性放射線腫瘍学会の名誉顧問として、日本における女性放射線腫瘍医の育成にも尽力している。

## 生い立ちと家族背景
小牧律子は1943年9月24日、兵庫県尼崎市で上田律子として生まれた。父親は京都大学経済学部を卒業した上田功、母親は元農林省官僚、小幡景方（かげかた）長女の上田幸子（旧姓：小幡）である。
母方の先祖である小幡景憲（かげのり）は武田信玄の軍師を務めた人物として知られ、戦国時代終了後は浅野家の家老として仕えた。祖父の小幡景方は東京大学を卒業後、農林省（現在の農林水産省）に入省し官僚として活躍した。1930年代、日本は工業化・都市化・軍需拡大によって木材不足が深刻化し、小幡は木材確保と土砂崩れ防止の目的で、日本全国の山に杉の植林を推進する政策を担当したが、この植林活動により本人が重度の喘息と花粉アレルギーを発症し、農林省を退職することとなった。祖母の政子は1945年8月6日の広島原爆を生き延びたが、祖父の景方は原爆投下の1年前に喘息で亡くなった。

## 幼少期と教育
律子は4歳の時に家族とともに広島に移住した。父親が広島銀行の支店長として勤務していたため、幼少期には広島、下松、松山、幟町と複数の小学校に転校を重ねながら育った。転校先でも常に学業とスポーツで優秀な成績を収めていた。

### 佐々木禎子との出会い
10歳の時、幟町小学校で佐々木禎子と出会った。禎子は2歳の時に原爆による被曝を受け、11歳で急性骨髄性白血病により亡くなった。禎子は入院中に千羽鶴を折り続けたが、440羽を折った後に亡くなった。
律子は幟町中学校の生徒会長として、禎子のための記念像を建てる募金活動を提案し実現させた。2年間にわたる募金活動の結果、現在「原爆の子の像」として広島平和記念公園に立つ記念碑が建立された。禎子の死は律子に深い影響を与え、その後白血病専門医および癌治療医を志すきっかけとなった。

## 医学教育と初期キャリア
1969年に広島大学医学部医学科を卒業した。医学生時代には、夏休みを利用して原爆傷害調査委員会（ABCC、現在の放射線影響研究財団）で原爆被爆者の健康診断に携わるボランティア活動を行った。この経験を通じて、放射線の人体への影響について深く学ぶ機会を得た。
卒業時に全国の大学病院でインターン制度の改善を求めるストライキが発生したため、律子はABCCで1年間勤務した後、1970年にアメリカに渡った。

## アメリカでの医学研修と専門医取得
アメリカではまずSt. Mary’s病院でインターンシップを開始した。当初は血液腫瘍学を志していたが、退役軍人病院での研修中に化学療法の限界を痛感し、放射線治療で治癒する早期喉頭がんやホジキンリンパ腫の患者を見て、放射線腫瘍学への転向を決意した。
ウィスコンシン医科大学で放射線腫瘍学の専門研修を受け、1978年に放射線腫瘍学専門医の資格を取得した。1979年から1980年にかけて、指導教員Gilbert H. Fletcher教授のもとテキサス大学MDアンダーソンがんセンターで臨床オブザーバーとして婦人科腫瘍学を学び、その後ウィスコンシン医科大学に戻って放射線腫瘍学部門の准教授に就任した。

## 主要キャリア

### コロンビア大学時代
1985年、夫であるJames D. Cox博士がコロンビア大学 プレスビテリアン医療センターの放射線腫瘍学科主任に就任したのに伴い、律子も同大学の放射線腫瘍学科臨床主任・准教授に就任した。1980年にJames D. Cox博士と結婚している。
コロンビア大学では乳がん、婦人科がん、肺がんの患者を治療し、それまで標準的でなかった早期乳がんに対する乳房温存療法と放射線治療の組み合わせを導入した。

### MDアンダーソンがんセンター時代
1988年、James D. Cox博士がMDアンダーソンがんセンターの患者ケア担当副学長兼医師長に就任したのに伴い、律子も同センター放射線腫瘍学科胸部放射線腫瘍学部門長・准教授として着任した。1994年に教授に昇進した。
MDアンダーソンがんセンターは世界最大規模のがん治療施設の一つで、放射線治療科だけで50人の医師、60人の医学物理士、70人の放射線技師ががん治療に従事している。

## 陽子線治療への貢献
小牧律子の最も重要な業績の一つは、陽子線治療の導入と普及への貢献である。従来の放射線治療では正常組織への損傷が問題となっていたが、特に成長期の小児では治療後の副作用が生活の質に大きく影響することが懸念されていた。
2006年、律子はMDアンダーソンがんセンターに陽子線治療機器を導入した。陽子線治療は病巣組織のみを効果的に標的とし、正常組織への損傷を最小限に抑える治療法である。この陽子線治療センターには世界各国からがん患者が治療を受けに訪れている。
特に、活性スキャニングを用いた中性子線除去陽子線治療により、散乱放射線を大幅に減少させ、二次がんのリスクを軽減することに成功した。

## 学会活動と受賞歴
小牧律子は数多くの学会で要職を歴任し、国際的な放射線腫瘍学の発展に貢献している。

### 主要な学会役職
- 2001年：米国女性放射線学会会長（AAWR） - 2008年：米国ラジウム学会会長 - 放射線治療研究グループ（RTOG）の肺がん委員会で共同議長（Co-Chair）、限局型小細胞肺がんに対する第II相試験（RTOG-0239）の責任研究者（PI） - 米国国立がん研究所（NCI）PDQエクストラミュラル編集委員会メンバー - 米国放射線専門医認定機構（ABR）口頭試験官 - 米国放射線防護評議会（NCRP）会員 - 国際肺がん学会（IASLC）執行委員 - Women Against Lung Cancer（女性による肺がん撲滅運動）理事 - NCCN（米国がん総合ネットワーク）肺がん部門委員 - 米国放射線医学会（ACR）における肺がんの適切な診療選択ガイドライン委員長 - テキサス放射線学会の放射線腫瘍部門の元会長 - MDアンダーソンがんセンターにおけるRTOGの責任研究者 - ASTRO（米国放射線腫瘍学会）教育委員会の委員長

### 受賞歴
小牧律子は放射線腫瘍学分野への貢献により、国内外で数多くの権威ある賞を受賞している。
- 2005年：マリー・スクロドフスカ＝キュリー賞（AAWR） - 2008年：ファン・デル・リガト金賞（J. del Regato Gold Medal Lecture） - 2009年：米国臨床腫瘍学会（ASCO）癌財団功労賞 - 2009年：日本肺癌学会ゴールドメダル - 2009年：日本医学放射線学会ゴールドメダル - 2009年：日本医学放射線学会高橋記念講師特別賞 - 2010年：日本放射線腫瘍学会ゴールドメダル（旧特別功労賞） - 2014年：ギルバート・フレッチャー ゴールドメダル（Gilbert Fletcher Society） - 2022年：米国ラジウム学会（ARS）ゴールドメダル

### 名誉職・客員教授歴
- MDアンダーソンがんセンター終身教授 - ベイラー医科大学教授 - 日本放射線腫瘍学会海外名誉会員 - 日本女性放射線腫瘍学会名誉顧問 - 京都大学 放射線科 客員教授 - 順天堂大学 放射線科 客員教授 - 名古屋市立大学 放射線科 客員教授 - 広島大学 放射線科 客員教授 - 北海道大学 放射線科 客員教授 - 広島がん高精度放射線治療センター HIPRAC（ハイプラック） 顧問 - 社会医療法人 孝仁会 北海道大野記念病院 札幌高機能放射線治療センター エグゼクティブアドバイザー - 一般社団法人 がん医療の今を共有する会 顧問

## 日本での活動と国際的教育貢献
小牧律子は放射線腫瘍学の国際的教育に大いに貢献し、また長年に渡り日本の放射線腫瘍医への教育に携わっている。
小牧律子はベイラー医科大学在籍時に故夫（James D.Cox氏）を記念し、医学生・レジデント研究支援としてJames D. Cox Resident Research Awards（教育支援基金）を創設した。この取り組みにより、若手が臨床研究に挑める機会を支える環境が整い、実践的教育への貢献が続いている。
また米国放射線腫瘍学会（ASTRO）において、教育委員会（Education Committee）および国際委員会（International Committee）のチェア（議長）を歴任し、教育方針の策定を主導した。また RTOG の肺がん委員会共同議長、NCCN 肺がんガイドライン委員、NCRP メンバー、ARS 会長経験者、RSNA 副会長など、複数の国際組織で教育・メンタリングに関わる責任を担っている。
小牧律子はアメリカで “Dr. Komaki” と呼ばれ尊敬される一方、日本の後輩医師たちからは敬意を込めて”Komaki Sensei” と呼ばれてきた。単なる師弟関係を超え「日本の放射線腫瘍学の近代化と国際化を推進した象徴的人物」と位置付けられている。
また、日本やアジア出身の若手放射線腫瘍医たちがMDアンダーソンの小牧先生のもとで学び、帰国後に活躍していくネットワークを、尊敬と親しみを込めて”Komaki School” と呼ぶ文化がある。これは医学の世界でよく見られる「学統」（学校、スクール）文化の一例で、たとえば”Ang School” （MDアンダーソンのKie Kian Ang先生の弟子筋）といった呼び名と似ている。

### 日本女性放射線腫瘍学会との関わり
小牧律子は日本女性放射線腫瘍学会（JAWRO）の名誉顧問を務めており、日本の女性放射線腫瘍医の育成と支援に重要な役割を果たしている。2023年12月には日本放射線腫瘍学会第36回学術大会において、「Gender Equality in the Radiation Oncology Physician in the USA and Japan」というテーマで講演を行い、日米の放射線腫瘍医における男女共同参画について語った。

### その他の教育活動
現在もベイラー医科大学の教授を兼任しており、MDアンダーソンがんセンターでは終身教授の地位にある。

## 研究と教育
小牧律子の研究分野は胸部悪性腫瘍の放射線治療を中心とし、臨床試験、集学的治療、正常組織毒性、橋渡し研究に強い関心を持っている。ウィスコンシン医科大学時代には多くの医学生を指導し、その中にはBeth Erickson、Colleen Lawton、Chris Schultzなど、現在同大学で放射線腫瘍学教授を務める者も含まれている。

## 社会活動と平和への取り組み
小牧律子は子どもたちに佐々木禎子の物語を語り、折り鶴の作り方を教える活動を続けている。これらの活動を通じて、核戦争の恐ろしさを伝え、平和の重要性を訴えている。